# 致和街道 (吉林市)
致和街道，是中华人民共和国吉林省吉林市船营区下辖的一个乡镇级行政单位。

## 行政区划
致和街道下辖以下地区：
友好社区、越山路社区、二二二医院社区和北寺社区。